# Ignaz Krenauer
Ignaz Krenauer  (* 29. September 1735 in Schongau; † 11. Januar 1799 in Niederaltaich) war ein Benediktiner und von 1775 bis 1799 Abt der Abtei Niederaltaich.
Anstelle des zurückgetretenen Abtes Augustin Ziegler übernahm 1775 Ignaz Krenauer die Leitung der Abtei, die er bereits seit einem Jahr als Administrator versehen hatte. Krenauer hatte 1753 in Niederaltaich die Profess abgelegt und anschließend in Passau sowie an der Benediktineruniversität Salzburg studiert, bevor er 1758  die Priesterweihe empfing. Bis 1763 lehrte er als Professor für Dogmatik an der philosophisch-theologischen Haushochschule in Niederaltaich. Unter Abt Ignaz Lanz war er zunächst noch als Prior eingesetzt, um anschließend in der Pfarrseelsorge in Regen, Rinchnach und Grafenau zu wirken.
Das Hauptaugenmerk von Ignaz Krenauer galt der Konsolidierung der zerrütteten wirtschaftlichen Verhältnisse der Abtei, indem er die Erträgnisse der klösterlichen Landwirtschaft durch moderne Wirtschaftsmethoden zu heben suchte. 1777 wurde er seitens der Landstände zum Prälatensteuerer, d. h. Einheber der 1757 eingeführten Landschaftssteuern von den landständischen Klöstern, ernannt. Darüber hinaus förderte er die Wissenschaft, indem er die Klosterbibliothek ausbaute, eine Realschule errichtete und mit Pater Erenbert Mösl erstmals einen eigenen Professor der Mathematik anstellte. Dennoch zeigten sich während der Amtszeit von Ignaz Krenauer unter Kurfürst Karl Theodor erste Ansätze zur Säkularisation der bayrischen Klöster, die durch eine restriktive Gesetzgebung beschränkt werden sollten. Die tatsächliche Auflösung der Abtei erfolgte dann vier Jahre nach seinem Tod unter seinem Nachfolger Kilian Gubitz.

## Weblink
- https://regiowiki.pnp.de/wiki/Ignaz_II._Krenauer

| Vorgänger        | Amt                             | Nachfolger    |
| ---------------- | ------------------------------- | ------------- |
| Augustin Ziegler | Abt von Niederaltaich 1775–1799 | Kilian Gubitz |

| Personendaten    | Personendaten                    |
| ---------------- | -------------------------------- |
| NAME             | Krenauer, Ignaz                  |
| KURZBESCHREIBUNG | römisch-katholischer Geistlicher |
| GEBURTSDATUM     | 29. September 1735               |
| GEBURTSORT       | Schongau                         |
| STERBEDATUM      | 11. Januar 1799                  |
| STERBEORT        | Niederaltaich                    |